# Oleksandr Tkatschenko (Journalist)

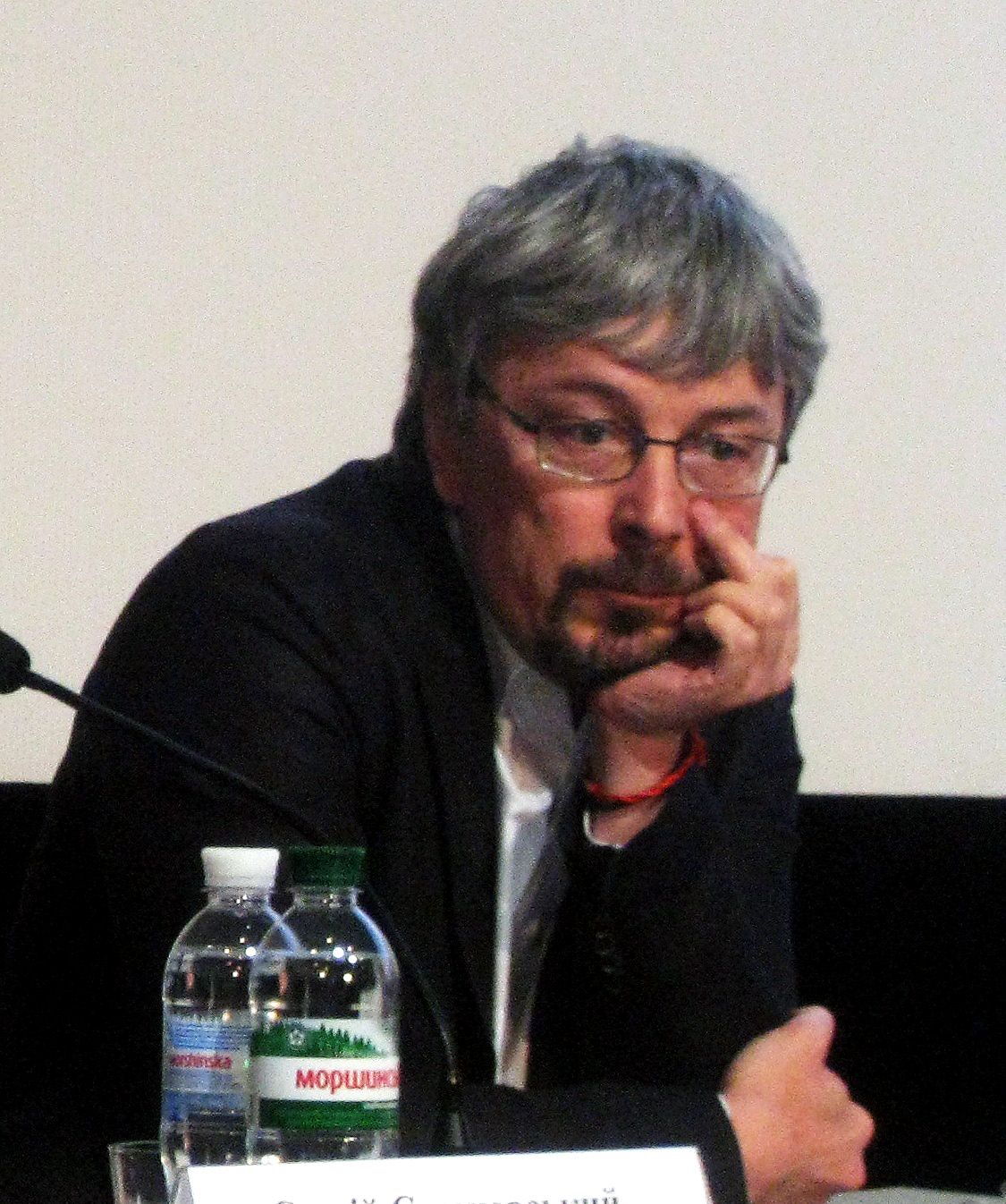
Oleksandr Tkatschenko, 2016

Oleksandr Wladyslawowytsch Tkatschenko (ukrainisch Олександр Владиславович Ткаченко; * 22. Januar 1966 in Kiew, Ukrainische SSR) ist ein ehemaliger ukrainischer Journalist, Medienproduzent und langjähriger Vorstandsvorsitzende der 1+1 Media group. Von Juni 2020 bis zu seinem Rücktritt am 20. Juli 2023 war er Kulturminister der Ukraine im Kabinett von Regierungschef Denys Schmyhal.

## Leben
Oleksandr Tkatschenko ist 1966 in Kiew geboren. Er erhielt 1990 ein Diplom in Journalismus an der Nationalen Taras-Schewtschenko-Universität Kiew. Seine Tätigkeit als Journalist begann er als Chefredakteur und Moderator der Jugendsendung beim Nationalen Rundfunk (1988–1991).
1991 begann Oleksandr Tkatschenko seine Arbeit am Sitz der internationalen Nachrichtenagentur Reuters in der Ukraine. Seit 1994 moderiert er seine eigene wöchentliche Nachrichtensendung „Epilog“, zudem begann er in den 1990er Jahren, Fernsehsendungen für ukrainische Medien, wie Inter und UA:First, zu produzieren. Im Dezember 1996 wechselte er zu 1+1, wo er die Nachrichtensendung „TSN“ etablierte.
1999 wurde Oleksandr Tkatschenko Redaktionschef der Sendung “Nowyj kanal”, die zwischenzeitlich zu der drittbeliebtesten Sendung in der Ukraine wurde. In den 2000er Jahren war er in führenden Positionen bei ICTV, Novyi Kanal und STB tätig, bevor er im August 2008 Vorstandsvorsitzender der 1+1 media group wurde, zu der die Sendungen 1+1, 2+2, TET und PlusPlus gehören.
Oleksandr Tkatschenko ist einer der ersten Vorstandsvorsitzenden der ukrainischen Medienindustrie, der die soziale Verantwortung des Geschäfts mit in den Fokus nimmt. So wurde 2017 der erste Bericht zur sozialen Verantwortung von Medien präsentiert.
Übereinstimmenden ukrainischen Medienberichten zufolge sollte Tkatschenko zu Beginn der Amtszeit des ukrainischen Präsidenten Wolodymyr Selenskyj zum nächsten Bürgermeister der Hauptstadt Kiew aufgebaut werden.

## Auszeichnungen
Unter der Leitung von Oleksandr Tkatschenko wurde die 1+1-Sendung jährlich national und international ausgezeichnet. Im Jahr 2018 erhielt sie 43 von insgesamt 73 nationalen Medienauszeichnungen (sog. Teletriumph) sowie goldene und silberne Preise im Zuge der European PromaxBDA Europe Awards.
Laut dem ukrainischen Manager-Ranking „TOP-100“ von delo.ua gehörte Oleksandr Tkatschenko regelmäßig zu den drei höchstplatzierten Führungskräften in den nationalen Medien.

## Bürgerschaftliches Engagement
Oleksandr Tkatschenko initiierte 2005, zusammen mit dem ukrainischen Journalisten Andrij Schewtschenko, den Prozess der Etablierung des öffentlichen Rundfunks in der Ukraine.
Außerdem ist er Gründer des Clubs „When Show meets Business“. Seit März 2018 bringt er Experten und progressive ukrainische Führungskräfte zusammen.

## Politische Aktivitäten
Er stand bei der Parlamentswahl in der Ukraine 2019 auf Listenplatz 9 der Partei Sluha narodu (Diener des Volkes) und wurde, nachdem die Partei 43,2 % der Stimme erhalten hatte, Abgeordneter der Werchowna Rada.